# Societatea celor zece
Societatea celor zece (în maghiară Tízek Társasága) a fost o asociație cu caracter literar fondată în 1846 la Pesta. Membrii asociației obișnuiau să se întrunească la cafeneaua Pilvax din cartierul Belváros.

## Istoric

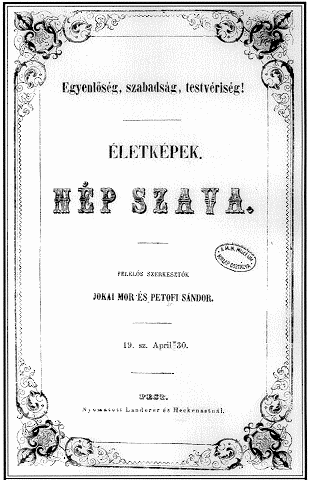
Prima pagină a revistei Életképek din 1848

În primăvara anului 1846 poetul Sándor Petőfi a organizat Societatea celor zece, care a purtat inițial numele „Școala romantică maghiară” (Magyar romantikai iskolának). Cei zece tineri scriitori voiau să lanseze o revistă intitulată Pesti Füzetek („Caietele pestane”) și se angajau să nu publice nimic nicăieri de la mijlocul anului decât în propria lor revistă literară. La mijlocul anului ei au încetat să mai scrie pentru alte diferite publicații, așteptând apariția propriei reviste. Imre Vahot s-a răzbunat pe ei pentru că a publicat în luna iulie creațiile literare a cinci din cei zece membri ai societății. Din acest motiv, Petőfi s-a certat cu Vahot și l-a provocat la duel, dar Vahot s-a speriat și nu s-a mai prezentat la duel. 
Din moment ce membrii societății erau supravegheați atunci de poliția imperială habsburgică, ei nu au reușit să obțină autorizația pentru publicarea revistei. Acțiunea lor a avut succes, cu toate acestea, deoarece ei au reușit curând să obțină controlul asupra uneia dintre cele mai prestigioase publicații literare, Életképek („Imagini ale vieții”), pe care o va conduce mai târziu Mór Jókai ca redactor-șef. 
„Am auzit cu durere, dacă putem da credit informațiilor furnizate de camarazii lor, că cei mai tineri scriitori ai noștri, printre care Jókay, Tompa, Petőfi, Kaján Ábel, Obernyik, Pálffy, Lisznyai, Degré etc., au decis că nu vor mai publica în paginile niciuneia dintre revistele noastre literare. Nu vrem să credem așa ceva mai ales pentru binele frumoaselor cititoare, pentru că, dacă s-ar întâmpla astfel, retragerea unor tineri atât de talentați ar putea fi percepută ca o lovitură dură în acest domeniu.”—Életképek, 14 martie 1846
„Acest separatism literar cavaleresc poate fi considerat drept cel mai mare și mai frumos exemplu al romantismului liberal maghiar...” Membrii societății au continuat să frecventeze cafeneaua Pilvax și au participat mai târziu la Revoluția Maghiară din 1848-1849.

## Membri
Masa rotundă de marmură din cafeneaua Pilvax a fost numită de clienți „masa publică”.
- Sándor Petőfi
- Mór Jókai[5]
- Mihály Tompa
- Alajos Degré
- Albert Pálffy
- Károly Bérczy
- Albert Pákh
- Kálmán Lisznyai Damo
- Frigyes Kerényi
- Károly Obernyik

## Legături externe
- Dr. Ferenczi Zoltán: Petőfi törekvései egy írói társulat alapítására, epa.oszk.hu